# 正木健人
正木 健人（まさき けんと、男性、1987年8月9日 - ）は、兵庫県南あわじ市北阿万筒井出身の日本の柔道家。身長191cm、　体重150kg。2016年現在はエイベックスに所属している。

## 人物
生まれつき弱視で色の識別は出来なかった色覚異常もあったものの、視力は0.08程あったので日常生活にそれほど支障はなかったという。
南淡中に入学した時点で身長180センチ以上で体重も100kgあり、幼馴染の誘いで柔道部に入部することとなった。3年の時には全国中学校柔道大会の90kg超級で2位となった。
育英高校に入学後、2年の時にはインターハイ団体戦の準々決勝で国士舘高校と対戦して石井慧に崩上四方固で一本負けを喫したものの、5位入賞を果たした。
3年の時にはインターハイの個人戦100kg超級と団体戦でともに3位となった。
天理大学に入学後、高校の先輩でもある篠原信一監督による指導を受けて全日本学生柔道優勝大会の団体メンバーに入ったこともあったが、際立った活躍は見られなかった。
大学4年になると視力が0.03まで下がり、大学の単位取得や就職活動が難しくなったもののバルセロナパラリンピックの柔道95kg級で金メダルを獲得した徳島県立盲学校の高垣治に出会って、あん摩マッサージ指圧師の資格を取得する勉強をしながらロンドンパラリンピックを目指さないかと誘われたことにより、大学卒業後は徳島県立盲学校に入学して柔道の練習と勉強に取り組むこととなった。
2011年にはIBSA世界大会の柔道100kg超級に出場して、国際大会初出場ながら決勝で北京パラリンピック金メダリストであるアゼルバイジャンのイルハム・ザキエフを開始早々の払腰で破るなどオール一本勝ちで優勝を飾った。
2012年にはロンドンパラリンピックに出場すると、準決勝でザキエフに技ありの優勢勝ちだった以外は全て一本勝ちして優勝を果たした。
さらに、今回の優勝が評価されて兵庫県スポーツ賞の特別選手賞を受賞することになった。
ロンドン後は右膝のケガの影響などもあって世界選手権と2014年アジアパラ競技大会で3位に終わるなど思うような成績を残せなかった。その一方で、天理大学監督の穴井隆将の指導を受けるなどした。2016年のリオデジャネイロパラリンピックでは準決勝でウズベキスタンの選手に一本負けを喫して2連覇はならなかったが、3位決定戦でイランの選手に一本勝ちして銅メダルを獲得した。その後オリンピックで獲得したメダルを持って、母校である育英高校に凱旋帰校。恩師である有井先生、大崎先生に同校で報告した。
2021年8月に日本武道館で開催された東京パラリンピックでは初戦で敗れると、敗者復活戦でも敗れて、3大会連続のメダル獲得はならなかった。

## 主な戦歴
- 2002年 - 全国中学校柔道大会 90kg超級 2位
- 2004年 - インターハイ 団体戦 5位
- 2005年 - インターハイ 100kg超級 3位 団体戦 3位
- 2011年 - IBSA 世界選手権 優勝
- 2012年 - ロンドンパラリンピック 優勝
- 2014年 - IBSA世界選手権 3位
- 2014年 - 2014年アジアパラ競技大会 3位
- 2015年 - IBSAワールドカップ 2位
- 2016年 - リオデジャネイロパラリンピック 3位

(出典 JudoInside.com)。